# Banka (Índia)
Banka és una ciutat i municipalitat de l'estat de Bihar a l'Índia. És la capital del districte de Banka. Està situada entre els rius Chandan i Orhani, i a la part propera a l'estat de Jharkhand.
Segons el cens del 2001, la població de la ciutat de Banka era de 35.416 habitants.